# 莞島郡
莞島郡（：／ Wando gun */?），是大韓民國全羅南道南部的一個郡，由莞島及附近200個小島組成，其中147個為無人島。面積391.81平方公里，2004年人口59,950人。下分3邑、9面。1896年設郡。
當地特產有韓國海帶。郡的一部分屬多島海海上國立公園範圍。该郡全域也是联合国教科文组织世界生物圈保护区网络的一部分。

## 友好城市
- 首爾江東區
- 首爾蘆原區
- 仁川延壽區
- 忠清南道天安市
- 中国山东省荣成市